# كارل فرامبتون
كارل فرامبتون (بالإنجليزية: Carl Frampton)‏ مواليد 21 فبراير 1987 في بلفاست، أيرلندا الشمالية، هو ملاكم محترف أيرلندي يصنف ضمن فئة وزن الريشة. حقق بطولة رابطة الملاكمة العالمية وبطولة الاتحاد الدولي للملاكمة.

## إحصائيات
خاض خلال مسيرته 23 نزالا، فاز في 23 ولم يخسر. فاز بالضربة القاضية في 14 نزالا.

## روابط خارجية
- كارل فرامبتون على موقع بوكس ريك (الإنجليزية) (registration required)